# Aston Martin DB4 GT Zagato
Az Aston Martin DB4 GT Zagato egy kisszériás Aston Martin sportautó, melyet Ercole Spada, és az olasz Zagato műhely alakítottak át. Az autó az 1960-as London Motor Show-n mutatkozott be, és mindössze 20 darabot készítettek belőle. Eredetileg 25 darabosra tervezték a szériát, de a kereslet nem volt akkora, mint tervezték, így az utolsó öt autó sosem készült el. Napjainkban ritkasága miatt egy-egy DB4 GT Zagato 750 000 angol font körüli összegért cserél gazdát.
Az autó elindult az 1962-es Le Mans-i 24 órás autóversenyen is, olyan neves autóversenyzők alatt, mint Roy Salvadori és Jim Clark.